# Stylus (мова таблиць стилів)
Stylus  — це динамічна мова таблиць стилів, яка компілюється в каскадні таблиці стилів (CSS). Її створено за аналогією з Sass та LESS. На разі це третій за популярністю препроцесор для CSS. Його створено програмістом TJ Holowaychuk, що раніше працював над Node.js, а також створив мову програмування Luna. Мову написано на JADE та Node.js.

## Селектори
На відміну від CSS, котрий використовує дужки, щоб відокремлювати правила для селекторів, тут використовуються відступи. Окрім того, двокрапка (:) може бути за бажанням замінена на пробіл. Тому наступний CSS:
```
body
 
{

    
color
:
 
white
;

}

```

буде скорочено до:
```
body
 

    
color
 
white

```

## Змінні
Stylus дає змогу оголошувати змінні. На відміну від LESS та Sass, тут непотрібно використовувати символ, що передує імені змінної. Окрім того, оголошення змінних проходить автоматично, якщо властивість розділяється з ключовим словом або словами. Ця риса мови ідентична мові Python.
```
message
 
=
 
'Hello, World!'

div
:
before

  
content
 
message

  
color
 
#
ffffff

```

Компілятор Stylus скомпілює це в наступний код:
```
div
:
before
 
{

  
content
:
 
'Hello World'
;

  
color
:
 
#ffffff
;

}

```

## «Міксіни» та функції
Міксіни (mixins) та функції оголошуються однаково, але викликаються по-різному.

Наприклад, якщо вам потрібно визначити заокруглені бордюри (border) у CSS без використання префіксів, код буде таким:
```
border-radius
(
n
)

  
-webkit-border-radius
 
n

  
-moz-border-radius
 
n

  
border-radius
 
n

```

і далі, щоб використати цей mixin, знадобиться такий код:
```
div
.
rectangle
 

  
border-radius
(
10px
)

```

в результаті ви отримаєте:
```
div
.
rectangle
 
{

  
-webkit-
border-radius
:
 
10
px
;

  
-moz-
border-radius
:
 
10
px
;

  
border-radius
:
 
10
px
;

}

```

## Інтерполяція (Interpolation)
Щоб додати змінні як аргументи й ідентифікатори, треба передавати їх у фігурних дужках. Наприклад:
```
 
-webkit-
{
'border'
 
+
 
'-radius'
}

```

буде скомпільовано в:
```
-webkit-border-radius

```